# Список кафедральных соборов Швеции
Собор — это церковь, являющаяся центром диоцеза (епархии) и местом пребывания епископа. Церковь Швеции имеет 13 епархий (stift), из которых Уппсальская является архиепархией с двумя епископами — архиепископом и епископом Уппсальской епархии. 
Всего в Церкви Швеции имеется 15 церквей, называемых соборами. Два «собора» остались от существовавших ранее епархий, которые были объединены с соседними.
Настоятель прихода, в котором находится кафедральный собор епархии, имеет звание декана. У настоятеля также есть ряд обязанностей в епархии. Помимо прочего, настоятель является членом и заместителем председателя соборного капитула, а также является заместителем епископа в епархиальном совете.

## Церковь Швеции[2]
| Собор                   | Изображение | Диоцез            | Локализация | Дата        | Стиль                         | Комментарий                                                                                |
| ----------------------- | ----------- | ----------------- | ----------- | ----------- | ----------------------------- | ------------------------------------------------------------------------------------------ |
| Собор Векшё             |             | Диоцез Векшё      | Векшё       | около 1300  |                               |                                                                                            |
| Собор Вестероса         |             | Диоцез Вестероса  | Вестерос    | около 1150  |                               |                                                                                            |
| Собор Висбю             |             | Диоцез Висбю      | Висбю       | 1225        |                               |                                                                                            |
| Собор Гётеборга         |             | Диоцез Гётеборга  | Гётеборг    | 1815 (1633) | классицизм                    |                                                                                            |
| Собор Кальмара          |             | Диоцез Векшё      | Кальмар     |             | барокко классицизм            | бывший кафедральный собор                                                                  |
| Собор Карлстада         |             | Диоцез Карлстада  | Карлстад    | 1730        |                               |                                                                                            |
| Собор Линчёпинга        |             | Диоцез Линчёпинга | Линчёпинг   | около 1120  |                               |                                                                                            |
| Собор Лулео             |             | Диоцез Лулео      | Лулео       | 1893        | неоготика                     |                                                                                            |
| Собор Лунда             |             | Диоцез Лунда      | Лунд        | около 1100  |                               |                                                                                            |
| Собор Мариестада        |             | Диоцез Карлстада  | Мариестад   |             |                               | бывший кафедральный собор                                                                  |
| Собор Скары             |             | Диоцез Скары      | Скара       | около 1000  | готика барокко                |                                                                                            |
| Церковь Святого Николая |             | Диоцез Стокгольма | Стокгольм   |             |                               | Церковь является кафедральным собором с 1942 года, года образования Стокгольмского диоцеза |
| Собор Стренгнеса        |             | Диоцез Стренгнеса | Стренгнес   |             |                               |                                                                                            |
| Собор Уппсалы           |             | Диоцез Уппсалы    | Уппсала     | около 1300  | готика с элементами неоготики | Главный собор Церкви Швеции                                                                |
| Собор Хернёсанда        |             | Диоцез Хернёсанда | Хернёсанд   | 1846        |                               |                                                                                            |

## Православие

### Константинопольский патриархат
| Собор              | Изображение | Диоцез                              | Локализация | Дата | Стиль     | Комментарий |
| ------------------ | ----------- | ----------------------------------- | ----------- | ---- | --------- | ----------- |
| Георгиевский собор |             | Шведская и Скандинавская митрополия | Стокгольм   | 1890 | неоготика |             |

### Сербская православная церковь
| Собор               | Изображение | Диоцез                          | Локализация | Дата | Стиль | Комментарий |
| ------------------- | ----------- | ------------------------------- | ----------- | ---- | ----- | ----------- |
| Собор Святого Саввы |             | Британско-Скандинавская епархия | Стокгольм   | 1991 |       |             |

## Римско-католическая церковь
| Собор               | Изображение | Диоцез             | Локализация | Дата | Стиль        | Комментарий                              |
| ------------------- | ----------- | ------------------ | ----------- | ---- | ------------ | ---------------------------------------- |
| Собор Святого Эрика |             | Епархия Стокгольма | Стокгольм   | 1892 | Неороманский | получил статус кафедрального в 1953 году |